# Proof (série télévisée)
Pour les articles homonymes, voir Proof.
Proof est une série télévisée américaine en dix épisodes de 42 minutes créée par Rob Bragin et diffusée entre le 16 juin et le 18 août 2015 sur TNT et à partir du 24 juin 2015 sur Bravo! au Canada.
Cette série est inédite dans tous les pays francophones.

## Synopsis
Un an après la mort de son fils, une chirurgienne se voit proposer par un milliardaire atteint d'une tumeur au cerveau incurable, d'enquêter sur une vie possible après la mort. Ayant elle-même subi une expérience de mort imminente, le docteur Tyler décide d'accepter cette mission qui la renverra forcément à ses propres questionnements et doutes face à ses principes scientifiques.

## Distribution

### Acteurs principaux
- Jennifer Beals : Dr Carolyn Tyler
- Matthew Modine : Ivan Turing
- Joe Morton : Dr Charles Richmond
- Callum Blue : Peter Van Owen
- Edi Gathegi : Dr Zedan Badawi
- Annie Thurman (en) : Sophie Barliss: fille de Carolyn et Len
- David Sutcliffe : Dr Leonard « Len » Barliss, ex-mari de Carolyn
- Caroline Rose Kaplan : Janel Ramsey

## Développement
Le 24 septembre 2015, la série est annulée.

## Épisodes
1. Pilot
2. Til' Death
3. Showdown
4. Redemption
5. Momento Vivere
6. Private Matters
7. St. Luke's
8. Reborn
9. Tsunami : Part One
10. Tsunami : Part Two